# Паганико (Мачерата)
Паганико (итал. Paganico) насеље је у Италији у округу Мачерата, региону Марке.
Према процени из 2011. у насељу је живело 18 становника. Насеље се налази на надморској висини од 517 м.